# Plauer See
De Plauer See is een meer in de Duitse deelstaat Mecklenburg-Voor-Pommeren. Het ligt grotendeels in de Landkreis Ludwigslust-Parchim, aan de noordoostzijde ook in de Landkreis Mecklenburgische Seenplatte.
Het meer heeft een oppervlakte van 38,4 km² en is daarmee het zevende grootste meer van Duitsland. De Elde doorstroomt het meer. Via de Elde heeft het meer verbinding met de Fleesensee, de Kolpinsee en de Müritz in het oosten en de Elbe in het westen.
Op de westoever ligt de stad Plau am See die tevens het centrum is van de toeristische activiteit rond en op het meer.

## Galerij

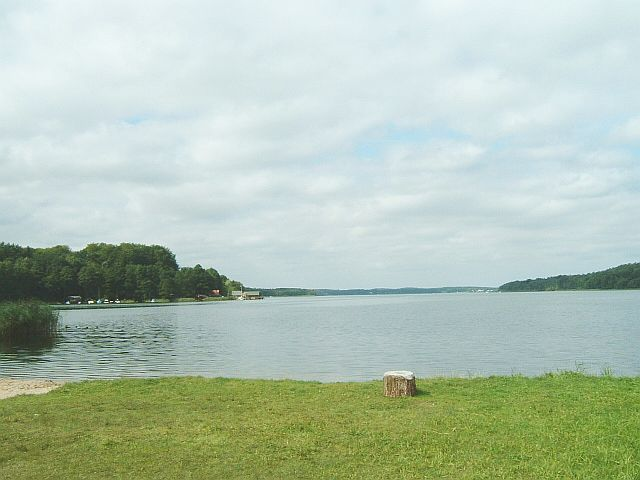
Het meer vanuit de gemeente Stuer
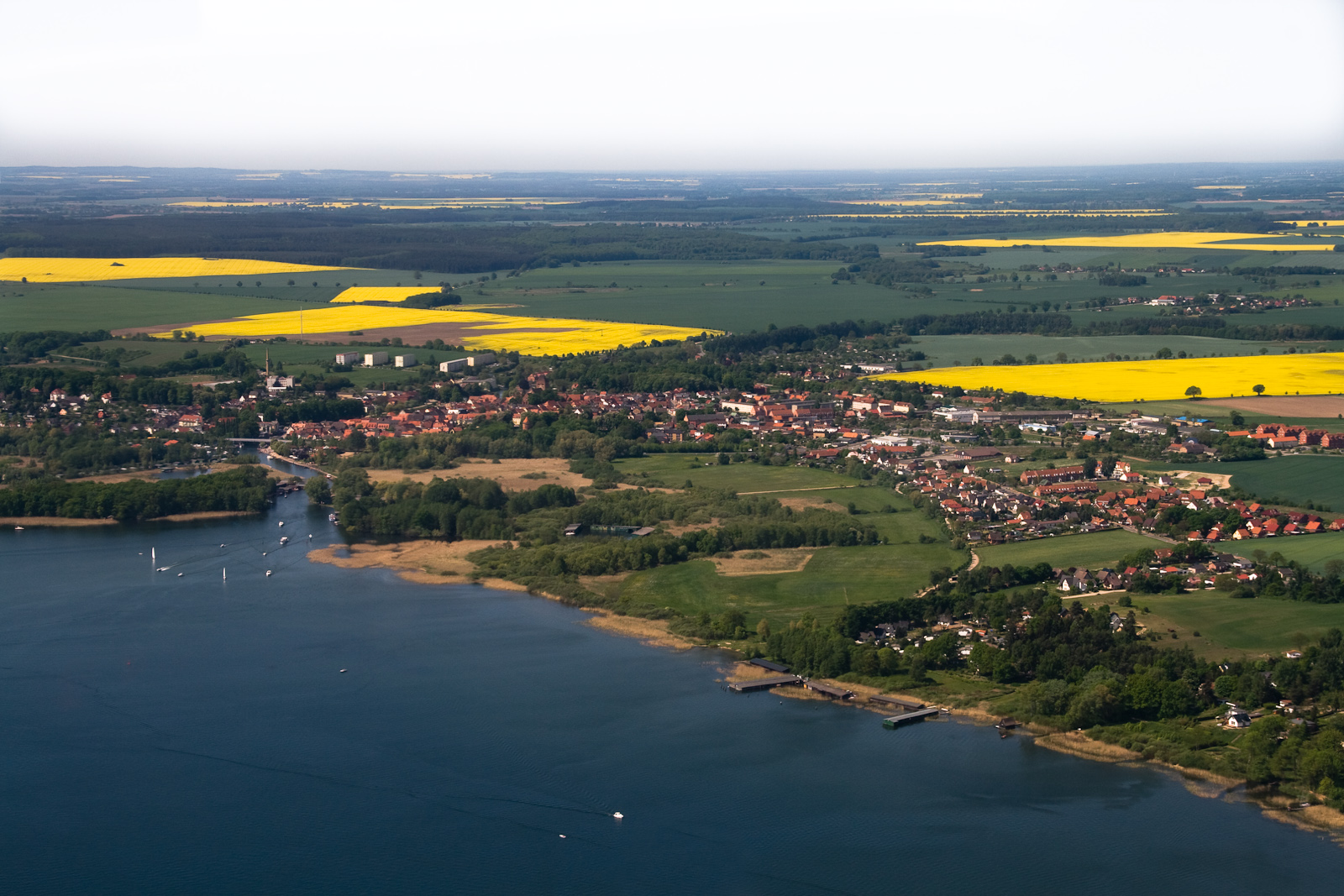
Luchtfoto van Plau am See
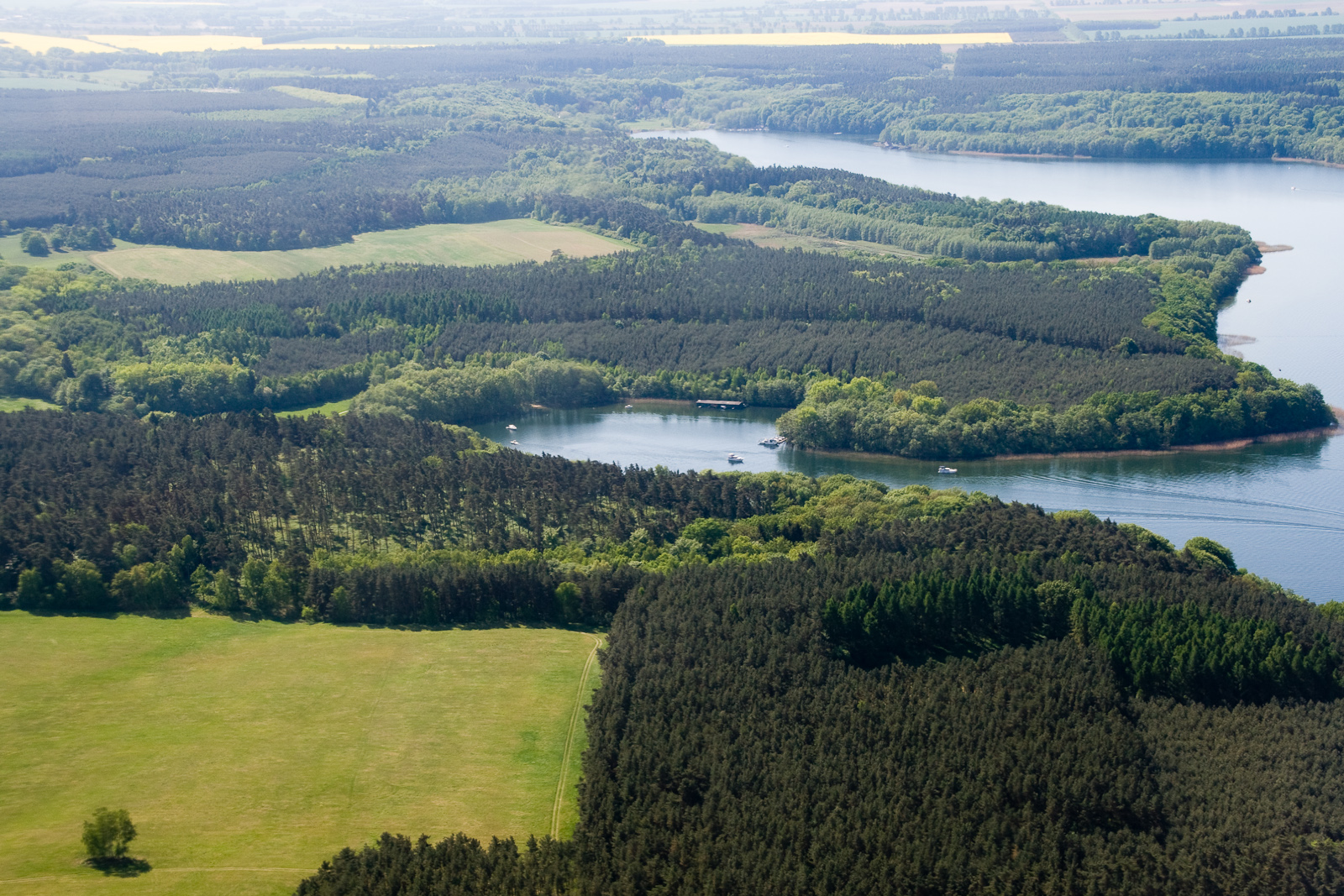
Een van de baaien van het meer